# Goodyera sechellarum
Goodyera sechellarum är en orkidéart som först beskrevs av Spencer Le Marchant Moore, och fick sitt nu gällande namn av Paul Ormerod. Goodyera sechellarum ingår i släktet knärötter, och familjen orkidéer.
Artens utbredningsområde är Seychellerna. Inga underarter finns listade i Catalogue of Life.